# Vlatko Ðolonga
Vlatko Ðolonga (ur. 30 marca 1976 w Splicie) – piłkarz chorwacki grający na pozycji lewego obrońcy.
Ðolonga, pomimo że urodził się w Splicie, to zaczynał karierę w innym dużym chorwackim mieście, w Rijece, w tamtejszym klubie NK Orijent. Zadebiutował w barwach tego klubu w pierwszej lidze w 1996] roku. W sezonie 1996/1997 zagrał łącznie 26 razy, jednak klub Orijent zajął przedostatnie miejsce w lidze i został zdegradowany o klasę niżej. Po sezonie Vlatko przeszedł do innego klubu pierwszej ligi, NK Hrvatski Dragovoljac z Zagrzebia. Był podstawowym zawodnikiem defensywy stołecznego klubu i przez 3 sezony gry w tym klubie zajmował z nim odpowiednio 4. miejsce (1997/1998), 6. miejsce (1998/1999) i 10. miejsce w lidze (1999/2000). W tym ostatnim sezonie Vlatko popisał się nie lada skutecznością i zdobył 10 bramek w 30 meczach grając jako obrońca. Wtedy to zainteresował się nim hiszpański klub Deportivo Alavés. W Primera División Ðolonga nie zrobił wielkiej kariery, zagrał tylko 3 mecze ligowe i po sezonie wrócił do ojczyzny zasilając drużynę Hajduka Split, w którym grał do końca 2006 roku. Z Hajdukiem Ðolonga został dwukrotnie mistrzem Chorwacji w latach 2004 i 2005, a w 2003 roku zdobył Puchar Chorwacji. W styczniu Vlatko przeszedł do drugoligowego NK Zadar.
W reprezentacji Chorwacji Ðolonga zadebiutował 10 listopada 2001 roku w przegranym 0:2 meczu z reprezentacją Korei Południowej za selekcjonerskiej kadencji Mirko Jožicia. Ogólnie w kadrze zagrał tylko 3 razy i nie zdobył bramki.

## Kariera
| Sezon   | Klub                    | Kraj      | Rozgrywki                  | Mecze | Bramki |
| ------- | ----------------------- | --------- | -------------------------- | ----- | ------ |
| 1996/97 | NK Orijent              | Chorwacja | Prva HNL                   | 28    | 1      |
| 1997/98 | NK Hrvatski Dragovoljac | Chorwacja | Prva HNL                   | 30    | 2      |
| 1998/99 | NK Hrvatski Dragovoljac | Chorwacja | Prva HNL                   | 27    | 3      |
| 1999/00 | NK Hrvatski Dragovoljac | Chorwacja | Prva HNL                   | 30    | 10     |
| 2000/01 | Deportivo Alavés        | Hiszpania | Primera División           | 3     | 0      |
| 2001/02 | Hajduk Split            | Chorwacja | Prva HNL                   | 21    | 3      |
| 2002/03 | Hajduk Split            | Chorwacja | Prva HNL                   | 24    | 5      |
| 2003/04 | Hajduk Split            | Chorwacja | Prva HNL                   | 24    | 6      |
| 2004/05 | Hajduk Split            | Chorwacja | Prva HNL                   | 13    | 0      |
| 2005/06 | Hajduk Split            | Chorwacja | Prva HNL                   | 16    | 1      |
| 2006/07 | Hajduk Split            | Chorwacja | Prva HNL                   | ?     | ?      |
| 2006/07 | NK Mosor                | Chorwacja | druga liga                 |       |        |
|         |                         |           | Łącznie w Prva HNL         | 213   | 31     |
|         |                         |           | Łącznie w Primera División | 3     | 0      |